# Komet Kowal 2
Komet Kowal 2 (uradna oznaka je 104P/Kowal 2) je periodični komet z obhodno dobo okoli 6,2 let. 
Komet pripada Jupitrovi družini kometov .

## Odkritje
Komet je odkril ameriški astronom Charles Thomas Kowal 27. januarja 1979 na Observatoriju Palomar v Kaliforniji, ZDA .